# Гансон, Ола
Ола Гансон (швед. Ola Hansson; 1860—1925) — шведский беллетрист и историк литературы.

## Биография

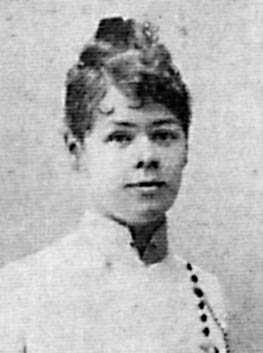
Жена Л. Мархольм

Ола Гансон родился 12 ноября 1860 года в местечке Хёнсинге на юге Швеции в семье богатого фермера. В 1881 году поступил в Лундский университет, где через год, в 1882 году, получил степень бакалавра философии.
На беллетристические произведения автора оказали заметное влияние новейшие литературные течения: символизм и ницшеанство. Гансон писал норвежском, датском, шведском и немецком языках. Согласно «Литературной энциклопедии» творчество писателя «проникнуто крайней нервозностью, болезненной чувствительностью, мистицизмом и влечением к сексуальной патологии».
Среди трудов Ола Гансона наиболее известны следующие: «Alltagsfrauen» (1891); «Sensitiva amorosa» (1891); «Frau Ester Bruce» (также на норвежском и шведском языках); «Vor der Ehe» (Берлин, 1896; также по-шведски, Стокгольм, 1901); «Der Weg zum Leben» (Берлин, 1896, по-шведски, 1896).
Среди литературно-исторических и критических статей Гансона наибольшее внимание вызвали: «Friedrich Nietzsche, seine Persönlichkeit und sein System» (1890); «Das Junge Scandinavien» (1891); «Der Materialismus in der Litteratur» (1892).
Ола Гансон умер 26 сентября 1925 года в Турции.
Был женат на писательнице Лауре Катарине Марг(х)ольм (1854—1928).